# (152830) Dinkinesh
(152830) Dinkinesh (provisorische Bezeichnung 1999 VD57) ist ein Asteroid des inneren Hauptgürtels mit knapp 800 Meter Durchmesser. Der Asteroid wurde am 1. November 2023 von der Raumsonde Lucy in einem Abstand von 450 km passiert. Dabei bestätigte sich, dass es sich bei Dinkinesh um einen Doppelasteroiden handelt, mit einem Hauptkörper und einem kleineren Asteroidenmond. Der Asteroidenmond hat einen Durchmesser von etwa 220 Meter. Dinkinesh ist bislang der kleinste Hauptgürtelasteroid, der von einer Raumsonde besucht wurde.

## Entdeckung und Benennung
Dinkinesh wurde am 4. November 1999 im Rahmen der LINEAR-Himmelsüberwachung in Socorro (New Mexico) entdeckt. Der Planetoid erhielt die vorläufige Bezeichnung 1999 VD57 und später von der IAU die Kleinplaneten-Nummer 152830.
Der Asteroid wurde am 6. Februar 2023 durch das Minor Planet Center der IAU offiziell nach „Dinkinesh“ benannt, was der äthiopische Name für das in Äthiopien gefundene Lucy-Fossil (Australopithecus afarensis) ist, nach dem die Lucy-Mission benannt worden ist. In der in Äthiopien gesprochenen Amharischen Sprache bedeutet ድንቅነሽ dinkinesh, deutsch ‚du bist fabelhaft‘. Der Name wurde durch das Lucy-Missionsteam vorgeschlagen, nachdem der Asteroid auf den Vorschlag von Raphael Marschall vom Observatorium von Nizza Ende Januar 2023 für einen Vorbeiflug ausgewählt worden war. Schon 2008 war ein Asteroid nach Lucy benannt worden: der 2001 von William Kwong Yu Yeung entdeckte Asteroid des äußeren Hauptgürtels (32605) Lucy.

## Bahneigenschaften

### Umlaufbahn
Dinkinesh umkreist die Sonne auf einer prograden, stark elliptischen Umlaufbahn zwischen 291.083.000 km (1,945 AE) und 364.531.000 km (2,436 AE) Abstand zu deren Zentrum. Die Bahnexzentrizität beträgt 0,112, die Bahn ist gegenüber der Ekliptik um 2,1° geneigt. Seine Bahn liegt demnach im inneren Asteroidengürtel.
Die Umlaufzeit von Dinkinesh beträgt 3 Jahre und 89,8 Tage.

## Physikalische Eigenschaften

### Größe
Die bisherigen Beobachtungen ergaben einen Durchmesser von ungefähr 700 m.
Ausgehend von diesem mittleren Durchmesser ergibt sich eine Oberfläche von etwa 1,5 km2. Die absolute Helligkeit des Asteroiden beträgt 17,4 mag.

### Innerer Aufbau
Dinkinesh gehört vermutlich entweder zu den S-Typ-Asteroiden oder den V-Typ-Asteroiden und besitzt daher eine sehr helle Oberfläche mit einem Rückstrahlvermögen von etwa 40 %.

## Mond Selam
Beim Vorbeiflug der Raumsonde Lucy zeigte sich, dass Dinkinesh ein Doppel-Asteroid ist bzw. einen Mond hat. Neben dem eigentlichen Asteroiden, dessen Größe jetzt mit 790 m (nach anderen Angaben nur 750 m) genauer bestimmt wurde, gibt es einen rund 220 m großen Begleiter. Damit wurden frühere Vermutungen bestätigt, die in den Helligkeitsschwankungen des Objekts begründet waren. Auf einem Foto der Raumsonde Lucy, das kurz nach dem Vorbeiflug aufgenommen wurde, ist zu erkennen, dass dieser Mond aus zwei sich berührenden Körpern besteht. Die beiden rundlichen Körper haben einen Durchmesser von 210 und 230 Metern. Sie umkreisen Dinkinesh in knapp 53 Stunden in 3,1 Kilometer Entfernung.
Am 27. November 2023 erhielt der Mond von der Internationalen Astronomischen Union den offiziellen Namen Selam nach einem weiteren Fossil eines Australopithecus afarensis, DIK 1-1. Der Name stammt aus dem Amharischen ሰላም und bedeutet „Frieden“.

Dinkinesh und sein Mond, aufgenommen von der Raumsonde Lucy am 1. November 2023
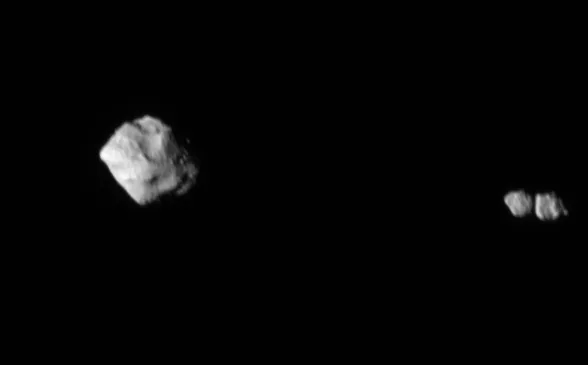
Diese Aufnahme kurz nach dem Vorbeiflug zeigt die Doppelstruktur des Mondes

## Erforschung
Nach seiner Entdeckung ließ sich Dinkinesh auf Fotos bis zum 15. Oktober 1999 zurückgehend identifizieren und so seine Umlaufbahn genauer berechnen. Seither wurde der Planetoid durch verschiedene erdbasierte Teleskope wie das Very Large Telescope beobachtet. Im November 2022 lagen 385 Beobachtungen über einen Zeitraum von 24 Jahren vor. (Stand: 15. Februar 2023).

### Erforschung durch die Raumsonde Lucy

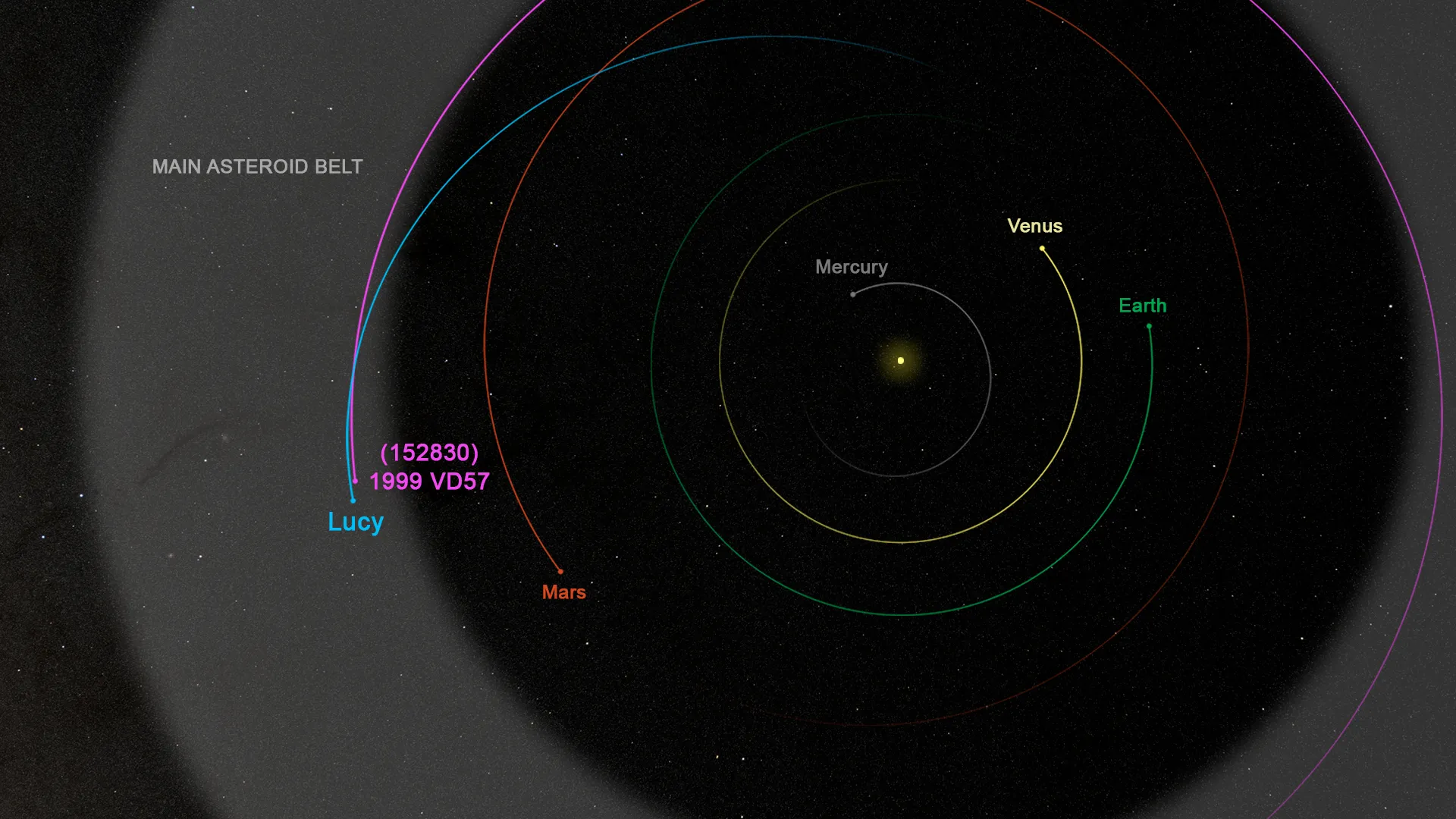
Flugbahn der Lucy-Sonde 2023 zu Dinkinesh

Am 16. Oktober 2021 startete die US-amerikanische Raumsonde Lucy, die ab 2027 sechs Asteroiden aus der Gruppe der Jupiter-Trojaner erforschen soll. Exakt ein Jahr später, am 16. Oktober 2022, führte die Sonde ein erstes Fly-by-Manöver an der Erde durch. Am 25. Januar 2023 wurde der noch unbenannte Asteroid als Vorbeiflugsziel ausgewählt, das am 6. Februar den Namen „Dinkinesh“ erhielt. Es ist nach dem transneptunischen Objekt (486958) Arrokoth der zweite Himmelskörper, der erst nach dem Start einer Sonde als Zielobjekt ausgewählt wurde. Die ursprüngliche Flugbahn hätte die Sonde in einem Abstand von 64.000 km an dem Asteroiden vorbeigeführt, weshalb eine Reihe von Manövern durchgeführt wurde, um sie näher heranzubringen. Die Sonde passierte Dinkinesh am 1. November 2023 in einem Abstand von 450 km. Dinkinesh wurde ausgewählt, um der Sonde die Möglichkeit zu geben, ihre Instrumente zu testen und zu kalibrieren, insbesondere das endgültige Suchprogramm der Zwillingskamera (T2CAM). Jedoch hofft das Team, dass der Asteroid eine interessante Verbindung schaffen wird zwischen den größeren bereits besuchten Hauptgürtelasteroiden und den erdnahen Asteroiden, die in der Größe Dinkinesh mehr ähneln.